# Onze-Lieve-Vrouw-van-Fátimakapel (Heierhoeve, 1946-2008)
De Onze-Lieve-Vrouw-van-Fátimakapel is een voormalige kapel in de buurtschap Heierhoeve bij Grubbenvorst en Blerick in de Nederlandse gemeente Venlo.
De kapel is gewijd aan de heilige Maria, specifiek aan Onze-Lieve-Vrouw van Fátima.

## Geschiedenis
In de jaren voor de Tweede Wereldoorlog had Heierhoeve geen eigen kerk. Voor kerkdiensten en school was men aangewezen op Sevenum en Grubbenvorst. Na de oorlog was er veel behoefte voor een eigen kerkje in de buurtschap.
In de tweede helft van 1946 werd aan architectenbureau M. Keijsers uit Horst de opdracht gegeven om een ontwerp voor de kapel te maken. Al met kerstmis (25 december 1946), kon de nieuwe kapel in gebruik worden genomen. Pater Boeracker droeg toen de Eerste Heilige Mis op. 
Doordat het geld op was, werd in 1951 de sacristie bijgebouwd. De klokkenstoel volgde pas in 1956.

## Afbraak
Jarenlang werd de kapel gebruikt voor de wekelijkse missen enz. In 2007 ontstonden er plannen voor uitbreiding van het naastliggend industrieterrein. De kapel (en de rest van de buurtschap)moesten hiervoor wijken. De kapel werd in 2008 afgebroken.
De kapel wordt in 2012 herbouwd op de binnenplaats van Steekmuseum de Locht in Melderslo als de Kapel Museum de Locht. 
Tevens is er in 2013 een geheel nieuwe kapel gebouwd in de buurtschap, de gelijknamige Onze-Lieve-Vrouw-van-Fátimakapel.

## Bron
- Kapel Heierhoeve wordt definitief verplaatst naar De Locht